# オープンウェーブ
オープンウェーブ (Openwave、旧社名:Libris,Unwired Planet,phone.com) は、アメリカカリフォルニア州レッドウッドシティに本社を置く、知的財産権所有企業。1990年代中頃のモバイル・インターネット黎明期のパイオニア的企業で、2000年代初頭までのWAP1.0の時代には、WAPプロキシサーバーとWAPブラウザーで、トップシェアを維持していた。2005年以降、ネットワークの高速化、端末の処理能力向上・大画面化、コンテンツ記述のインターネット側との共通化により、同社の強みとしていた携帯電話に特化した技術は、インターネット標準の技術に駆逐されるようになった。この為、業績は下向き始め、事業の切り売りをするようになり、現在では、知的財産権所有企業の色彩が強い。

## 沿革
1998年に、実質的に世界初となるモバイル・インターネット用マークアップ言語HDMLを策定した。同社は、モバイル・インターネットの標準マークアップ言語としてHDMLをW3Cに提案したが、W3Cはこれを採択しなかった。しかし、HDMLは、WAP Forumが定めたWMLの基礎となった。WAP1.0の時代は、マークアップ言語はHDMLかWMLであり、トランスポートレイヤーも携帯電話でしか使われないWSP/WTPであった。HDMLやWML1.0では、端末能力の非力や低速なネットワークを補うために、レンダリングの一部やプロトコル変換にWAPプロキシサーバーが関与していたのでWAPサービスにおけるWAPプロキシサーバーの占めるウェートは大きく、北米では多くの主要事業者がphone.comのWAPプロキシサーバーを採用し、同社のWAPプロキシサーバーは、リファレンス・マシン的な位置を占めた。サーバーでの優位なシェアは、クライアントであるWAPブラウザーの市場でも、両方を自社で開発しているphone.comにインタオペラビリティーの点で有利に働き、一時は同社のUP.Browserがデファクトスタンダード的位置を占めた。日本でも、第2世代携帯電話の時代に、IDO,DDIセルラーグループ(現在のau)が、WAPを採用するとともに、phone.comのWAPプロキシサーバーとUP.Browserを採用した。
しかし、携帯電話ネットワークの高速化、端末の処理能力向上・大画面化が進むと、携帯電話ネットワークだけでしか使われていないマークアップ言語やプロトコルは、批判に曝されることになった。すなわち、HDMLやWMLはコンテンツ記述に専用のオーサリング・ツールが必要であり、仕上がりも一般的なHTMLブラウザーで確認出来ない。また、高速になったネットワークで、インターネット側のTCP/IPと携帯電話ネットワーク側のWSP/WTPのプロトコル変換自体が、オーバーヘッドで性能が上がらない原因だ、など。その為、WAP2.0では、妥協の結果、WMLやWSP/WTPも仕様の一部として併記されたが、よりインターネットと親和性のある、マークアップ言語としてXHTML/MP,トランスポートレイヤーとしてTCP/IPも採用された。
その結果、程なくしてコンテンツプロバイダーはWMLを、携帯電話事業者はWTP/WSPを、それぞれ捨てて、XHTML/MPとTCP/IPに移行したので、同社の持っていたWAPプロキシサーバーでの強みは、消滅してしまった。
2008年以降、iPhoneやアンドロイドなどの新型スマートフォンの台頭により、フィーチャー・フォンの市場自体が縮小してしまったのは、フィーチャー・フォン向けクライアント・ソフトウェア販売を事業の主体としていた同社にとっては、大打撃であった。新型スマートフォンでは、ソフトウェア・プラットホーム・ベンダー自体が、ブラウザーやMMSクライアントを実装していたので、オープンウェーブ製品の出番は、ほとんどなくなってしまった。
2008年には、モバイル・クライアント・ソフトウェアのビジネスを、Purple Labsに売却した。

## 年表
- 1996年、Libris社として創業。
- 1998年、Unwired Planetに社名変更。
- 1999年、Belfast社を買収し、phone.comに社名変更。
- 2001年、software.comと合併し、Openwave Systemsに社名変更。
- 2008年6月30日、モバイルソフトウェア事業をフランスのPurple Labs（現:Myriad）に売却。これには、日本では主要な製品となっていたOpenwave Mobile Browserも含む[1]。

## 製品
- Openwave Adaptive Messaging
- Openwave Messaging Anti-Abuse
- Openwave Download Manager
- Openwave Mobile Edge
- Openwave MVNO
- Openwave Multimedia Messaging Service Center (MMSC)
- Openwave Voice Mail
- Openwave Email Mx
- Openwave PhoneSuite

- Openwave Mobile Access Gateway
- Openwave Contextual Merchandising
- Openwave Push Proxy Gateway

### かつて取り扱っていた製品
- Purple Labsに売却
  - Openwave Mobile Browser （旧名:UP.Browser）
  - Openwave Mobile Messaging client